# دایکی انوموتو
دایکی انوموتو (انگلیسی: Daiki Enomoto؛ زادهٔ ۲۱ ژوئن ۱۹۹۶) بازیکن فوتبال اهل ژاپن است.
از باشگاه‌هایی که در آن بازی کرده‌است می‌توان به باشگاه فوتبال ناگویا گرامپوس اشاره کرد.